# Manuel Castellano
Pour les articles homonymes, voir Castellano.
Manuel Blas Rodríguez Castillan de la Parra, dit Manuel Castellano, né le 3 février 1826 à Madrid et mort le 3 avril 1880 dans la même ville, est un peintre, graveur et collectionneur espagnol appartenant à la période romantique.
Il cultive la peinture d'histoire et de genre, notamment la tauromachie, un art auquel il est très attaché. Parmi les peintures du premier genre, il convient de citer la reconstitution de l’Asesinato del Conde de Villamediana (L'assassinat du comte de Villamediana, 1868) et la Muerte de Daoíz y defensa del Parque de Monteleón (Mort de Daoíz et défense du parc de Monteleón, 1862), au musée d'histoire de Madrid, et le El juramento de las tropas del Marqués de la Romana (Le serment des troupes du Marquis de la Romana), au musée de l'Armée. Dans le domaine de la peinture de genre, on peut notamment citer ses illustrations de corridas et son œuvre Patio de caballos de la plaza de toros de Madrid (Cour des chevaux des arènes de Madrid, 1853, Musée du Prado), qui a été primée lors de la première Exposition nationale des beaux-arts en 1856.

## Biographie

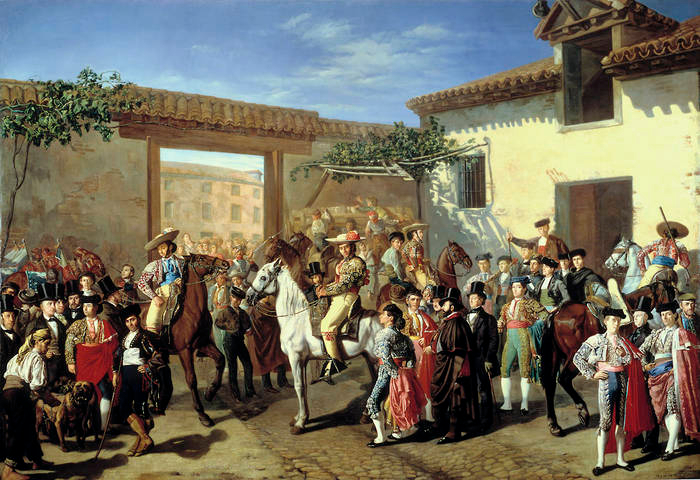
Entrée des cuadrillas avant la corrida par le Patio de Caballos de la plaza de toros de Madrid (1853). Musée du Prado.

Manuel Castellano commence sa formation de peintre à l'Académie royale des beaux-arts Saint-Ferdinand à Madrid et travaille ensuite pour Carlos Luis Ribera sur l'ornementation du plafond de la Chambre des Députés du Congrès des Députés. Il collectionne des gravures, des dessins et des photographies, et  lègue ces dernières à la Bibliothèque nationale.
Il obtient une mention honorable en 1856 lors de la première Exposition nationale des beaux-arts avec son tableau de 1853 Patio de caballos de la plaza de toros de Madrid (ou Patio de caballos de la antigua plaza de Madrid, antes de la corrida, démoli en 1874), qui représente les principaux toreros de son époque (El Chiclanero, Chola, Cúchares, Paquiro et Regatero, entre autres) et Marraci lui-même, l'un des plus grands aficionados et connaisseurs de l'art taurin à Madrid à l'époque. En outre, deux chiens apparaissent qui peuvent témoigner de l'origine espagnole de la race de chiens anglais Bullmastiff.
Il remporte en 1862 le troisième prix de l'Exposition nationale avec Muerte de Daoíz y Velarde (La mort de Daoíz et Velarde) ; en 1866 avec Prisión de don Fernando Valenzuela (Prison de don Fernando Valenzuela) ; et en 1868 avec Muerte del conde de Villamediana (La mort du comte de Villamediana). En 1875, il obtient une pension à Rome, ce qui lui permet de voyager en Italie et à Venise, il copie une peinture de Vittore Carpaccio. Plus tard, à Paris, il peint le Juramento de las tropas del marqués de la Romana (Serment des troupes du Marquis de la Romana).

## Collection
En tant que collectionneur, il est à l'origine de l'une des premières collections de photographies en Espagne, dont il a fait don en 1871 à la bibliothèque nationale d'Espagne en échange d'estampes qu'elle possédait en double. Cette collection se compose de plus de 22 000 photographies, dont une seconde partie a été rachetée au neveu du peintre à sa mort en 1880. Il s'agit principalement de portraits et de vues, la plupart des photographies étant rassemblées dans des albums. La période chronologique couverte va de 1853 à 1871, bien que la majeure partie de la collection se situe entre 1855 et 1870. Le neveu et héritier du peintre Manuel Castellano a également vendu à la Bibliothèque près de six mille gravures ayant appartenu à ce grand collectionneur.
La collection Castellano est actuellement étudiée pour l'ampleur des données qu'elle fournit sur l'histoire du médium et de la collection photographique, ainsi que sur le panorama historique, social et culturel du Madrid du XIXe siècle.